# Phradis terebrator
Phradis terebrator là một loài tò vò trong họ Ichneumonidae.